# Iglesia (San Juan)
Pour les articles homonymes, voir Iglesia.
Iglesia est une localité d'Argentine appartenant au département d'Iglesia, à l'extrême nord-ouest de la province de San Juan.
On y accède par la route nationale 149, route asphaltée qui unit la route nationale 7 au départ d'Uspallata (province de Mendoza), et la route nationale 150 au niveau de la petite localité de Las Flores, voisine d'Iglesia.
La localité est située à une altitude de 1 914 mètres, à 25 kilomètres au sud-sud-ouest de la ville de Rodeo, chef-lieu du département. Elle est entourée d'un décor imposant de montagnes pourvues d'une végétation clairsemée.

## Population
La localité comptait 483 habitants en 2001, ce qui représentait un accroissement de 21,36 % par rapport aux 281 habitants de 2001.